# Place Jean-Jaurès (Saint-Étienne)
 (février 2017).
Si vous disposez d'ouvrages ou d'articles de référence ou si vous connaissez des sites web de qualité traitant du thème abordé ici, merci de compléter l'article en donnant les références utiles à sa vérifiabilité et en les liant à la section « Notes et références ».
Pour les articles homonymes, voir Place Jean-Jaurès.
La place Jean-Jaurès est une place de Saint-Étienne, dans la Loire.

## Situation
Cette place arborée et fleurie comporte un bassin, des jeux, un manège ainsi qu'un kiosque à musique créé par Louis Mazerat, reconstruit en 1914 et classé depuis 1987. Elle est traversée par le tramway entre les rues du Président-Wilson et Charles-de-Gaulle. Plusieurs voies débouchent sur la place : la Rue de la Résistance, la Rue d'Arcole, la rue Émile-Combes, la rue du Quatre-Septembre, la Rue Praire, la Rue Dormoy, la Rue Charles-de-Gaulle, la Rue Balaÿ, la Rue Robert, la Rue Francis-Garnier, la Rue de Lodi, la Rue Gérentet et la Rue du Président-Wilson.

## Accessibilité
La place Jean-Jaurès est desservie par :
- la ligne T1 du tramway de Saint-Étienne ;
- la ligne T2 du tramway de Saint-Étienne ;
- les lignes de bus 10, 12, 84, S9 et N1 du réseau STAS.

## Description
Avec le cours Fauriel, Bel Air et Saint-Victor-sur-Loire il s'agit du quartier le plus huppé de la ville, de par l'architecture de ses bâtiments et ses nombreux commerces de proximité.

## Origine du nom
Le nom de la place fait référence à Jean Jaurès (1859-1914), homme politique socialiste français.

## Historique
En 1801, elle est baptisée place Marengo pour commémorer la victoire napoléonienne à la bataille de Marengo. 
Réalisée par Jean-Michel Dalgabio en 1813 dans sa forme actuelle, cette place est implantée en partie sur les terrains des jardins des religieuses de Sainte-Catherine et en partie sur des terrains appartenant à l’ancien maire de Saint-Étienne, Hippolyte Royet, qui a cédé à la commune une partie de sa propriété.
Débaptisée fin 1919, elle devient la place Jean-Jaurès. Fin 1944, elle redevient brièvement la place Marengo et, depuis 1945, la dénomination officielle est place Jean-Jaurès, mais le jardin de Marengo est resté dans le cœur des Stéphanois, ce qui explique la confusion qui perdure encore aujourd'hui.

## Bâtiments remarquables et lieux de mémoire
- L’hôtel de la préfecture (place Jean-Jaurès), construit par l'architecte Huguet, fut inauguré en 1902. De nombreuses sculptures ornent le bâtiment : le buste casqué de la déesse Athéna, mais aussi les blasons de Saint-Étienne et les deux sous-préfectures Roanne et Montbrison et le blason Loire, ainsi que la façade sud qui résume les grands moments de l’histoire de la Loire.

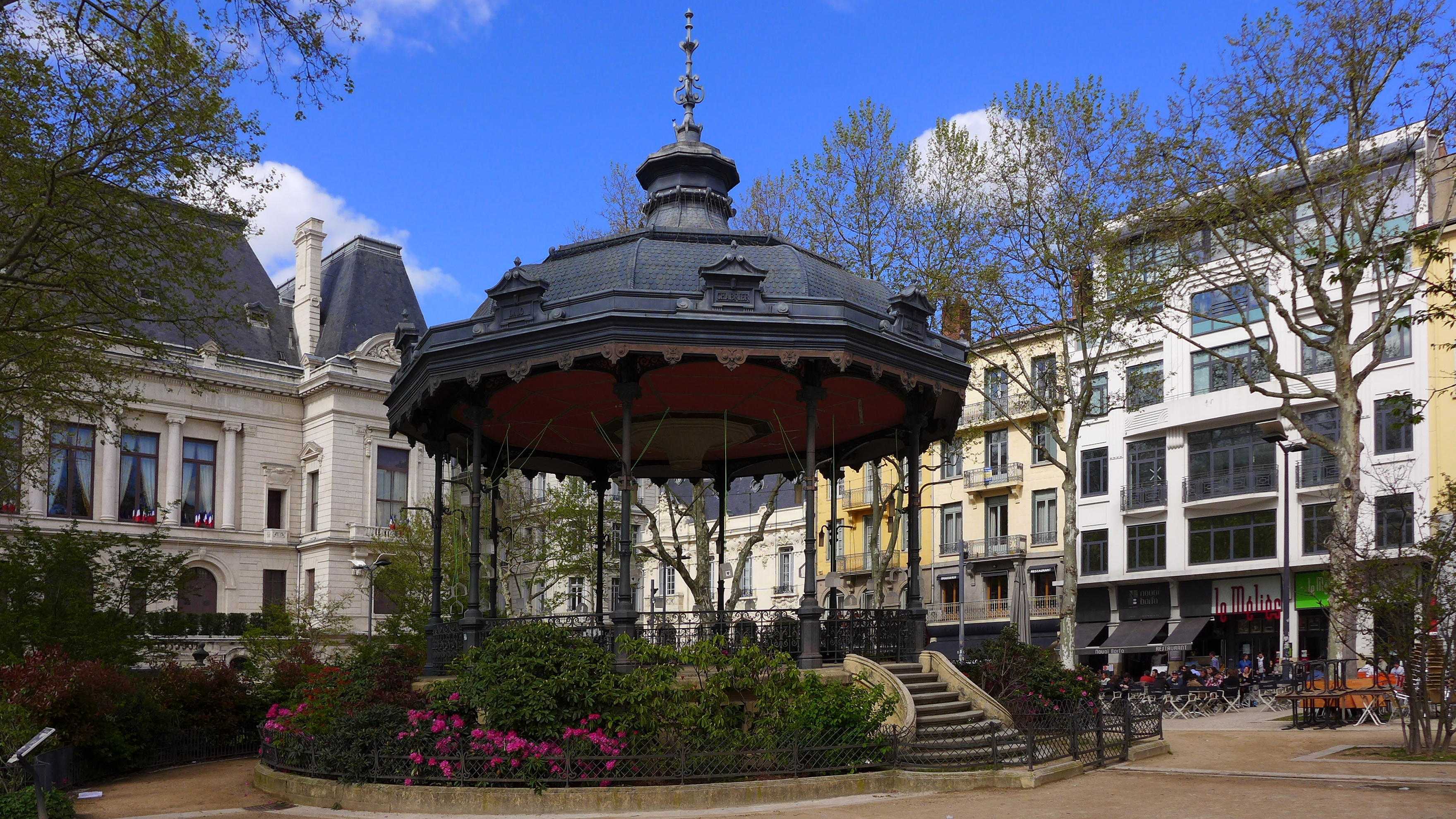
Kiosque à musique.

- L’immeuble de la Condition des Soies (rue d'Arcole) est un bâtiment construit par Léon et Marcel Lamaizière, dont l’édification s'acheva en 1910. Il était conçu jusqu'en 1962 pour effectuer les opérations techniques et réglementaires propres à la rubanerie. La façade en calcaire est ornée des courbes de l'Art nouveau avec des motifs de la rubanerie et du mûrier. Les fers forgés des fenêtres, de la grille d'entrée et de la rampe d'escalier rappellent aussi la première activité de cette immeuble.
- Ancienne Chambre de commerce (rue de la Résistance) construite au XIXe siècle. Le tribunal des prud’hommes siège aujourd’hui dans ce bâtiment.
- Immeuble de La Loire Républicaine (place Jean-Jaurès) construit par l'architecte Léon Lamaizière au XXe siècle pour le journal de La Loire Républicaine

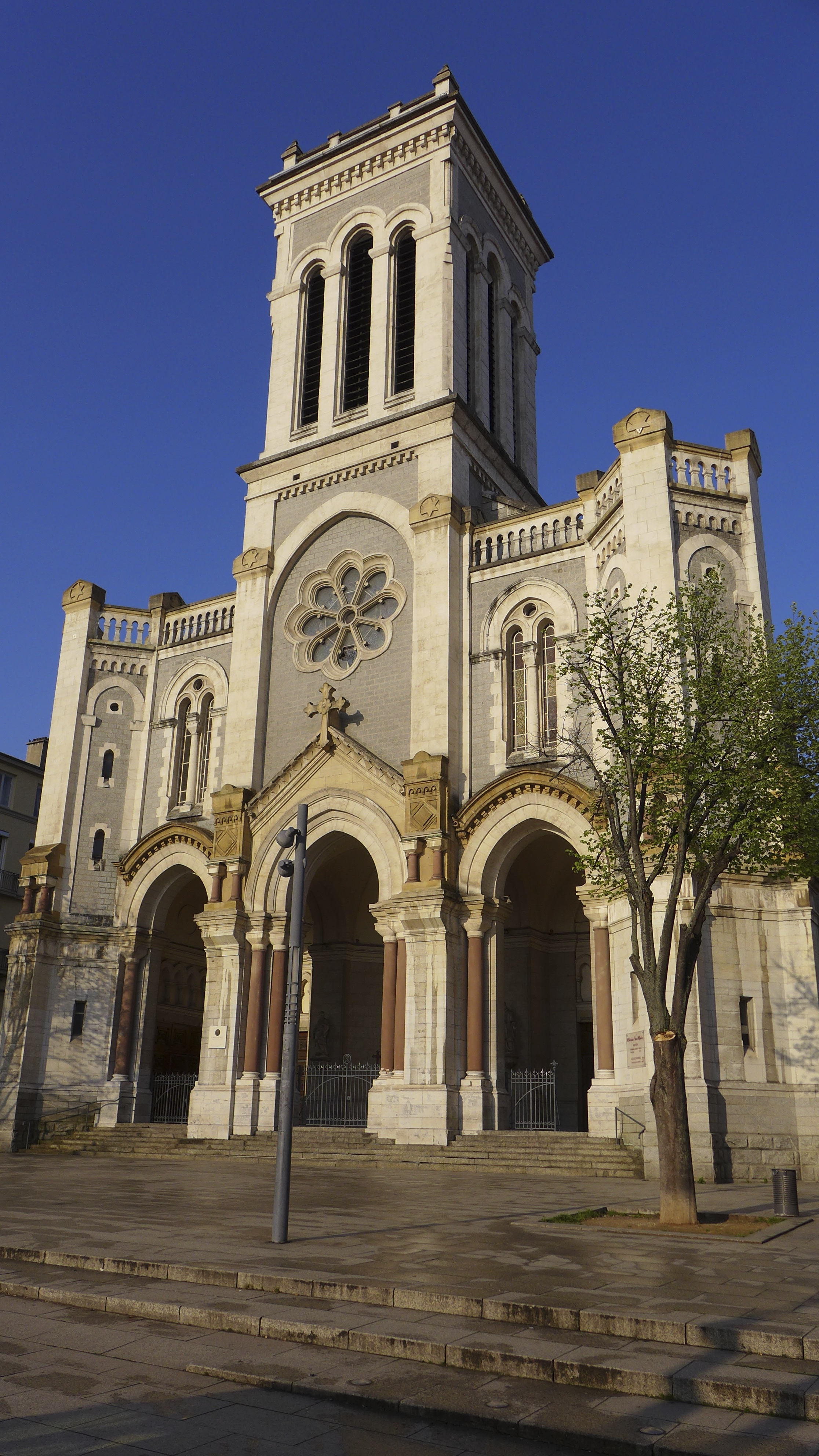
Vue de la cathédrale Saint-Charles à Saint-Étienne.

- Cathédrale Saint-Charles : fondée de 1912 à 1923, style néogothique primitif, plan de la croix latine avec transept et triple nef, clocher en façade, elle mesure 80 mètres de long, 30 mètres de large et 17 mètres sous la voûte, orgue de chœur de 1930, imposant orgue de A. Durand de 1968, beau tabernacle, intérieur intéressant. La cathédrale reste inachevée, il manque entre autres choses ses trois clochers, son dôme et des ornements intérieurs et extérieurs : le projet initial fut trop ambitieux à l'époque.